# 白眼塘 (澳門)
| 所在堂區 | 風順堂區                                                   |
| 區內街道 | - 暗圍 - 十月初五日巷                                      |
| 橫越街道 | - 白眼塘橫街 - 蓬萊新巷 - 道德巷 - 火船頭街 - 十月初五日街 |
| 外圍街道 | - 海邊新街 - 蓬萊新街 - 新市巷                             |

| 北 ↑                                                                              |
| ■ 花地瑪堂區 ■ 聖安多尼堂區 ■ 望德堂區 ■ 風順堂區 ■ 大堂區 ■ 氹仔 ■ 路氹城 ■ 路環 |

| 行車道 行人道 隧道# 水體         | 綠化區 海洋 — 海岸線 |
| 建築物/地點 建築物/地點 (附名字) |                      |
| 本街區範圍#†                     |                      |

| #：以半透明顯示 †：界線模糊地帶以漸層顯示 |

| 行車道 行人道 隧道# 水體         | 綠化區 海洋 — 海岸線 |
| 建築物/地點 建築物/地點 (附名字) |                      |
| 本街區範圍#†                     |                      |

| #：以半透明顯示 †：界線模糊地帶以漸層顯示 |

| 北 ↑                                                                              |
| ■ 花地瑪堂區 ■ 聖安多尼堂區 ■ 望德堂區 ■ 風順堂區 ■ 大堂區 ■ 氹仔 ■ 路氹城 ■ 路環 |

| 行車道 行人道 隧道# 水體         | 綠化區 海洋 — 海岸線 |
| 建築物/地點 建築物/地點 (附名字) |                      |
| 本街區範圍#†                     |                      |

| #：以半透明顯示 †：界線模糊地帶以漸層顯示 |

| 行車道 行人道 隧道# 水體         | 綠化區 海洋 — 海岸線 |
| 建築物/地點 建築物/地點 (附名字) |                      |
| 本街區範圍#†                     |                      |

| #：以半透明顯示 †：界線模糊地帶以漸層顯示 |

| 北 ↑                                                                              |
| ■ 花地瑪堂區 ■ 聖安多尼堂區 ■ 望德堂區 ■ 風順堂區 ■ 大堂區 ■ 氹仔 ■ 路氹城 ■ 路環 |

| 行車道 行人道 隧道# 水體         | 綠化區 海洋 — 海岸線 |
| 建築物/地點 建築物/地點 (附名字) |                      |
| 本街區範圍#†                     |                      |

| #：以半透明顯示 †：界線模糊地帶以漸層顯示 |

| 行車道 行人道 隧道# 水體         | 綠化區 海洋 — 海岸線 |
| 建築物/地點 建築物/地點 (附名字) |                      |
| 本街區範圍#†                     |                      |

| #：以半透明顯示 †：界線模糊地帶以漸層顯示 |

| 北 ↑                                                                              |
| ■ 花地瑪堂區 ■ 聖安多尼堂區 ■ 望德堂區 ■ 風順堂區 ■ 大堂區 ■ 氹仔 ■ 路氹城 ■ 路環 |

| 行車道 行人道 隧道# 水體         | 綠化區 海洋 — 海岸線 |
| 建築物/地點 建築物/地點 (附名字) |                      |
| 本街區範圍#†                     |                      |

| #：以半透明顯示 †：界線模糊地帶以漸層顯示 |

| 行車道 行人道 隧道# 水體         | 綠化區 海洋 — 海岸線 |
| 建築物/地點 建築物/地點 (附名字) |                      |
| 本街區範圍#†                     |                      |

| #：以半透明顯示 †：界線模糊地帶以漸層顯示 |

| 北 ↑                                                                              |
| ■ 花地瑪堂區 ■ 聖安多尼堂區 ■ 望德堂區 ■ 風順堂區 ■ 大堂區 ■ 氹仔 ■ 路氹城 ■ 路環 |

| 行車道 行人道 隧道# 水體         | 綠化區 海洋 — 海岸線 |
| 建築物/地點 建築物/地點 (附名字) |                      |
| 本街區範圍#†                     |                      |

| #：以半透明顯示 †：界線模糊地帶以漸層顯示 |

| 行車道 行人道 隧道# 水體         | 綠化區 海洋 — 海岸線 |
| 建築物/地點 建築物/地點 (附名字) |                      |
| 本街區範圍#†                     |                      |

| #：以半透明顯示 †：界線模糊地帶以漸層顯示 |

| 北 ↑                                                                              |
| ■ 花地瑪堂區 ■ 聖安多尼堂區 ■ 望德堂區 ■ 風順堂區 ■ 大堂區 ■ 氹仔 ■ 路氹城 ■ 路環 |

| 行車道 行人道 隧道# 水體         | 綠化區 海洋 — 海岸線 |
| 建築物/地點 建築物/地點 (附名字) |                      |
| 本街區範圍#†                     |                      |

| #：以半透明顯示 †：界線模糊地帶以漸層顯示 |

| 行車道 行人道 隧道# 水體         | 綠化區 海洋 — 海岸線 |
| 建築物/地點 建築物/地點 (附名字) |                      |
| 本街區範圍#†                     |                      |

| #：以半透明顯示 †：界線模糊地帶以漸層顯示 |

| 北 ↑                                                                              |
| ■ 花地瑪堂區 ■ 聖安多尼堂區 ■ 望德堂區 ■ 風順堂區 ■ 大堂區 ■ 氹仔 ■ 路氹城 ■ 路環 |

| 行車道 行人道 隧道# 水體         | 綠化區 海洋 — 海岸線 |
| 建築物/地點 建築物/地點 (附名字) |                      |
| 本街區範圍#†                     |                      |

| #：以半透明顯示 †：界線模糊地帶以漸層顯示 |

| 行車道 行人道 隧道# 水體         | 綠化區 海洋 — 海岸線 |
| 建築物/地點 建築物/地點 (附名字) |                      |
| 本街區範圍#†                     |                      |

| #：以半透明顯示 †：界線模糊地帶以漸層顯示 |

| 北 ↑                                                                              |
| ■ 花地瑪堂區 ■ 聖安多尼堂區 ■ 望德堂區 ■ 風順堂區 ■ 大堂區 ■ 氹仔 ■ 路氹城 ■ 路環 |

| 行車道 行人道 隧道# 水體         | 綠化區 海洋 — 海岸線 |
| 建築物/地點 建築物/地點 (附名字) |                      |
| 本街區範圍#†                     |                      |

| #：以半透明顯示 †：界線模糊地帶以漸層顯示 |

| 行車道 行人道 隧道# 水體         | 綠化區 海洋 — 海岸線 |
| 建築物/地點 建築物/地點 (附名字) |                      |
| 本街區範圍#†                     |                      |

| #：以半透明顯示 †：界線模糊地帶以漸層顯示 |

| 北 ↑                                                                              |
| ■ 花地瑪堂區 ■ 聖安多尼堂區 ■ 望德堂區 ■ 風順堂區 ■ 大堂區 ■ 氹仔 ■ 路氹城 ■ 路環 |

| 行車道 行人道 隧道# 水體         | 綠化區 海洋 — 海岸線 |
| 建築物/地點 建築物/地點 (附名字) |                      |
| 本街區範圍#†                     |                      |

| #：以半透明顯示 †：界線模糊地帶以漸層顯示 |

| 行車道 行人道 隧道# 水體         | 綠化區 海洋 — 海岸線 |
| 建築物/地點 建築物/地點 (附名字) |                      |
| 本街區範圍#†                     |                      |

| #：以半透明顯示 †：界線模糊地帶以漸層顯示 |

| 北 ↑                                                                              |
| ■ 花地瑪堂區 ■ 聖安多尼堂區 ■ 望德堂區 ■ 風順堂區 ■ 大堂區 ■ 氹仔 ■ 路氹城 ■ 路環 |

| 行車道 行人道 隧道# 水體         | 綠化區 海洋 — 海岸線 |
| 建築物/地點 建築物/地點 (附名字) |                      |
| 本街區範圍#†                     |                      |

| #：以半透明顯示 †：界線模糊地帶以漸層顯示 |

| 行車道 行人道 隧道# 水體         | 綠化區 海洋 — 海岸線 |
| 建築物/地點 建築物/地點 (附名字) |                      |
| 本街區範圍#†                     |                      |

| #：以半透明顯示 †：界線模糊地帶以漸層顯示 |

| 北 ↑                                                                              |
| ■ 花地瑪堂區 ■ 聖安多尼堂區 ■ 望德堂區 ■ 風順堂區 ■ 大堂區 ■ 氹仔 ■ 路氹城 ■ 路環 |

| 行車道 行人道 隧道# 水體         | 綠化區 海洋 — 海岸線 |
| 建築物/地點 建築物/地點 (附名字) |                      |
| 本街區範圍#†                     |                      |

| #：以半透明顯示 †：界線模糊地帶以漸層顯示 |

| 行車道 行人道 隧道# 水體         | 綠化區 海洋 — 海岸線 |
| 建築物/地點 建築物/地點 (附名字) |                      |
| 本街區範圍#†                     |                      |

| #：以半透明顯示 †：界線模糊地帶以漸層顯示 |

| 北 ↑                                                                              |
| ■ 花地瑪堂區 ■ 聖安多尼堂區 ■ 望德堂區 ■ 風順堂區 ■ 大堂區 ■ 氹仔 ■ 路氹城 ■ 路環 |

| 行車道 行人道 隧道# 水體         | 綠化區 海洋 — 海岸線 |
| 建築物/地點 建築物/地點 (附名字) |                      |
| 本街區範圍#†                     |                      |

| #：以半透明顯示 †：界線模糊地帶以漸層顯示 |

| 行車道 行人道 隧道# 水體         | 綠化區 海洋 — 海岸線 |
| 建築物/地點 建築物/地點 (附名字) |                      |
| 本街區範圍#†                     |                      |

| #：以半透明顯示 †：界線模糊地帶以漸層顯示 |

| 北 ↑                                                                              |
| ■ 花地瑪堂區 ■ 聖安多尼堂區 ■ 望德堂區 ■ 風順堂區 ■ 大堂區 ■ 氹仔 ■ 路氹城 ■ 路環 |

| 行車道 行人道 隧道# 水體         | 綠化區 海洋 — 海岸線 |
| 建築物/地點 建築物/地點 (附名字) |                      |
| 本街區範圍#†                     |                      |

| #：以半透明顯示 †：界線模糊地帶以漸層顯示 |

| 行車道 行人道 隧道# 水體         | 綠化區 海洋 — 海岸線 |
| 建築物/地點 建築物/地點 (附名字) |                      |
| 本街區範圍#†                     |                      |

| #：以半透明顯示 †：界線模糊地帶以漸層顯示 |

| 北 ↑                                                                              |
| ■ 花地瑪堂區 ■ 聖安多尼堂區 ■ 望德堂區 ■ 風順堂區 ■ 大堂區 ■ 氹仔 ■ 路氹城 ■ 路環 |

| 行車道 行人道 隧道# 水體         | 綠化區 海洋 — 海岸線 |
| 建築物/地點 建築物/地點 (附名字) |                      |
| 本街區範圍#†                     |                      |

| #：以半透明顯示 †：界線模糊地帶以漸層顯示 |

| 行車道 行人道 隧道# 水體         | 綠化區 海洋 — 海岸線 |
| 建築物/地點 建築物/地點 (附名字) |                      |
| 本街區範圍#†                     |                      |

| #：以半透明顯示 †：界線模糊地帶以漸層顯示 |

| 北 ↑                                                                              |
| ■ 花地瑪堂區 ■ 聖安多尼堂區 ■ 望德堂區 ■ 風順堂區 ■ 大堂區 ■ 氹仔 ■ 路氹城 ■ 路環 |

| 行車道 行人道 隧道# 水體         | 綠化區 海洋 — 海岸線 |
| 建築物/地點 建築物/地點 (附名字) |                      |
| 本街區範圍#†                     |                      |

| #：以半透明顯示 †：界線模糊地帶以漸層顯示 |

| 行車道 行人道 隧道# 水體         | 綠化區 海洋 — 海岸線 |
| 建築物/地點 建築物/地點 (附名字) |                      |
| 本街區範圍#†                     |                      |

| #：以半透明顯示 †：界線模糊地帶以漸層顯示 |

| 北 ↑                                                                              |
| ■ 花地瑪堂區 ■ 聖安多尼堂區 ■ 望德堂區 ■ 風順堂區 ■ 大堂區 ■ 氹仔 ■ 路氹城 ■ 路環 |

| 行車道 行人道 隧道# 水體         | 綠化區 海洋 — 海岸線 |
| 建築物/地點 建築物/地點 (附名字) |                      |
| 本街區範圍#†                     |                      |

| #：以半透明顯示 †：界線模糊地帶以漸層顯示 |

| 行車道 行人道 隧道# 水體         | 綠化區 海洋 — 海岸線 |
| 建築物/地點 建築物/地點 (附名字) |                      |
| 本街區範圍#†                     |                      |

| #：以半透明顯示 †：界線模糊地帶以漸層顯示 |

| 所在堂區 | 風順堂區                                                   |
| 區內街道 | - 暗圍 - 十月初五日巷                                      |
| 橫越街道 | - 白眼塘橫街 - 蓬萊新巷 - 道德巷 - 火船頭街 - 十月初五日街 |
| 外圍街道 | - 海邊新街 - 蓬萊新街 - 新市巷                             |

| 北 ↑                                                                              |
| ■ 花地瑪堂區 ■ 聖安多尼堂區 ■ 望德堂區 ■ 風順堂區 ■ 大堂區 ■ 氹仔 ■ 路氹城 ■ 路環 |

| 行車道 行人道 隧道# 水體         | 綠化區 海洋 — 海岸線 |
| 建築物/地點 建築物/地點 (附名字) |                      |
| 本街區範圍#†                     |                      |

| #：以半透明顯示 †：界線模糊地帶以漸層顯示 |

| 行車道 行人道 隧道# 水體         | 綠化區 海洋 — 海岸線 |
| 建築物/地點 建築物/地點 (附名字) |                      |
| 本街區範圍#†                     |                      |

| #：以半透明顯示 †：界線模糊地帶以漸層顯示 |

| 北 ↑                                                                              |
| ■ 花地瑪堂區 ■ 聖安多尼堂區 ■ 望德堂區 ■ 風順堂區 ■ 大堂區 ■ 氹仔 ■ 路氹城 ■ 路環 |

| 行車道 行人道 隧道# 水體         | 綠化區 海洋 — 海岸線 |
| 建築物/地點 建築物/地點 (附名字) |                      |
| 本街區範圍#†                     |                      |

| #：以半透明顯示 †：界線模糊地帶以漸層顯示 |

| 行車道 行人道 隧道# 水體         | 綠化區 海洋 — 海岸線 |
| 建築物/地點 建築物/地點 (附名字) |                      |
| 本街區範圍#†                     |                      |

| #：以半透明顯示 †：界線模糊地帶以漸層顯示 |

| 北 ↑                                                                              |
| ■ 花地瑪堂區 ■ 聖安多尼堂區 ■ 望德堂區 ■ 風順堂區 ■ 大堂區 ■ 氹仔 ■ 路氹城 ■ 路環 |

| 行車道 行人道 隧道# 水體         | 綠化區 海洋 — 海岸線 |
| 建築物/地點 建築物/地點 (附名字) |                      |
| 本街區範圍#†                     |                      |

| #：以半透明顯示 †：界線模糊地帶以漸層顯示 |

| 行車道 行人道 隧道# 水體         | 綠化區 海洋 — 海岸線 |
| 建築物/地點 建築物/地點 (附名字) |                      |
| 本街區範圍#†                     |                      |

| #：以半透明顯示 †：界線模糊地帶以漸層顯示 |

| 北 ↑                                                                              |
| ■ 花地瑪堂區 ■ 聖安多尼堂區 ■ 望德堂區 ■ 風順堂區 ■ 大堂區 ■ 氹仔 ■ 路氹城 ■ 路環 |

| 行車道 行人道 隧道# 水體         | 綠化區 海洋 — 海岸線 |
| 建築物/地點 建築物/地點 (附名字) |                      |
| 本街區範圍#†                     |                      |

| #：以半透明顯示 †：界線模糊地帶以漸層顯示 |

| 行車道 行人道 隧道# 水體         | 綠化區 海洋 — 海岸線 |
| 建築物/地點 建築物/地點 (附名字) |                      |
| 本街區範圍#†                     |                      |

| #：以半透明顯示 †：界線模糊地帶以漸層顯示 |

| 北 ↑                                                                              |
| ■ 花地瑪堂區 ■ 聖安多尼堂區 ■ 望德堂區 ■ 風順堂區 ■ 大堂區 ■ 氹仔 ■ 路氹城 ■ 路環 |

| 行車道 行人道 隧道# 水體         | 綠化區 海洋 — 海岸線 |
| 建築物/地點 建築物/地點 (附名字) |                      |
| 本街區範圍#†                     |                      |

| #：以半透明顯示 †：界線模糊地帶以漸層顯示 |

| 行車道 行人道 隧道# 水體         | 綠化區 海洋 — 海岸線 |
| 建築物/地點 建築物/地點 (附名字) |                      |
| 本街區範圍#†                     |                      |

| #：以半透明顯示 †：界線模糊地帶以漸層顯示 |

| 北 ↑                                                                              |
| ■ 花地瑪堂區 ■ 聖安多尼堂區 ■ 望德堂區 ■ 風順堂區 ■ 大堂區 ■ 氹仔 ■ 路氹城 ■ 路環 |

| 行車道 行人道 隧道# 水體         | 綠化區 海洋 — 海岸線 |
| 建築物/地點 建築物/地點 (附名字) |                      |
| 本街區範圍#†                     |                      |

| #：以半透明顯示 †：界線模糊地帶以漸層顯示 |

| 行車道 行人道 隧道# 水體         | 綠化區 海洋 — 海岸線 |
| 建築物/地點 建築物/地點 (附名字) |                      |
| 本街區範圍#†                     |                      |

| #：以半透明顯示 †：界線模糊地帶以漸層顯示 |

| 北 ↑                                                                              |
| ■ 花地瑪堂區 ■ 聖安多尼堂區 ■ 望德堂區 ■ 風順堂區 ■ 大堂區 ■ 氹仔 ■ 路氹城 ■ 路環 |

| 行車道 行人道 隧道# 水體         | 綠化區 海洋 — 海岸線 |
| 建築物/地點 建築物/地點 (附名字) |                      |
| 本街區範圍#†                     |                      |

| #：以半透明顯示 †：界線模糊地帶以漸層顯示 |

| 行車道 行人道 隧道# 水體         | 綠化區 海洋 — 海岸線 |
| 建築物/地點 建築物/地點 (附名字) |                      |
| 本街區範圍#†                     |                      |

| #：以半透明顯示 †：界線模糊地帶以漸層顯示 |

| 北 ↑                                                                              |
| ■ 花地瑪堂區 ■ 聖安多尼堂區 ■ 望德堂區 ■ 風順堂區 ■ 大堂區 ■ 氹仔 ■ 路氹城 ■ 路環 |

| 行車道 行人道 隧道# 水體         | 綠化區 海洋 — 海岸線 |
| 建築物/地點 建築物/地點 (附名字) |                      |
| 本街區範圍#†                     |                      |

| #：以半透明顯示 †：界線模糊地帶以漸層顯示 |

| 行車道 行人道 隧道# 水體         | 綠化區 海洋 — 海岸線 |
| 建築物/地點 建築物/地點 (附名字) |                      |
| 本街區範圍#†                     |                      |

| #：以半透明顯示 †：界線模糊地帶以漸層顯示 |

| 北 ↑                                                                              |
| ■ 花地瑪堂區 ■ 聖安多尼堂區 ■ 望德堂區 ■ 風順堂區 ■ 大堂區 ■ 氹仔 ■ 路氹城 ■ 路環 |

| 行車道 行人道 隧道# 水體         | 綠化區 海洋 — 海岸線 |
| 建築物/地點 建築物/地點 (附名字) |                      |
| 本街區範圍#†                     |                      |

| #：以半透明顯示 †：界線模糊地帶以漸層顯示 |

| 行車道 行人道 隧道# 水體         | 綠化區 海洋 — 海岸線 |
| 建築物/地點 建築物/地點 (附名字) |                      |
| 本街區範圍#†                     |                      |

| #：以半透明顯示 †：界線模糊地帶以漸層顯示 |

| 北 ↑                                                                              |
| ■ 花地瑪堂區 ■ 聖安多尼堂區 ■ 望德堂區 ■ 風順堂區 ■ 大堂區 ■ 氹仔 ■ 路氹城 ■ 路環 |

| 行車道 行人道 隧道# 水體         | 綠化區 海洋 — 海岸線 |
| 建築物/地點 建築物/地點 (附名字) |                      |
| 本街區範圍#†                     |                      |

| #：以半透明顯示 †：界線模糊地帶以漸層顯示 |

| 行車道 行人道 隧道# 水體         | 綠化區 海洋 — 海岸線 |
| 建築物/地點 建築物/地點 (附名字) |                      |
| 本街區範圍#†                     |                      |

| #：以半透明顯示 †：界線模糊地帶以漸層顯示 |

| 北 ↑                                                                              |
| ■ 花地瑪堂區 ■ 聖安多尼堂區 ■ 望德堂區 ■ 風順堂區 ■ 大堂區 ■ 氹仔 ■ 路氹城 ■ 路環 |

| 行車道 行人道 隧道# 水體         | 綠化區 海洋 — 海岸線 |
| 建築物/地點 建築物/地點 (附名字) |                      |
| 本街區範圍#†                     |                      |

| #：以半透明顯示 †：界線模糊地帶以漸層顯示 |

| 行車道 行人道 隧道# 水體         | 綠化區 海洋 — 海岸線 |
| 建築物/地點 建築物/地點 (附名字) |                      |
| 本街區範圍#†                     |                      |

| #：以半透明顯示 †：界線模糊地帶以漸層顯示 |

| 北 ↑                                                                              |
| ■ 花地瑪堂區 ■ 聖安多尼堂區 ■ 望德堂區 ■ 風順堂區 ■ 大堂區 ■ 氹仔 ■ 路氹城 ■ 路環 |

| 行車道 行人道 隧道# 水體         | 綠化區 海洋 — 海岸線 |
| 建築物/地點 建築物/地點 (附名字) |                      |
| 本街區範圍#†                     |                      |

| #：以半透明顯示 †：界線模糊地帶以漸層顯示 |

| 行車道 行人道 隧道# 水體         | 綠化區 海洋 — 海岸線 |
| 建築物/地點 建築物/地點 (附名字) |                      |
| 本街區範圍#†                     |                      |

| #：以半透明顯示 †：界線模糊地帶以漸層顯示 |

| 北 ↑                                                                              |
| ■ 花地瑪堂區 ■ 聖安多尼堂區 ■ 望德堂區 ■ 風順堂區 ■ 大堂區 ■ 氹仔 ■ 路氹城 ■ 路環 |

| 行車道 行人道 隧道# 水體         | 綠化區 海洋 — 海岸線 |
| 建築物/地點 建築物/地點 (附名字) |                      |
| 本街區範圍#†                     |                      |

| #：以半透明顯示 †：界線模糊地帶以漸層顯示 |

| 行車道 行人道 隧道# 水體         | 綠化區 海洋 — 海岸線 |
| 建築物/地點 建築物/地點 (附名字) |                      |
| 本街區範圍#†                     |                      |

| #：以半透明顯示 †：界線模糊地帶以漸層顯示 |

| 北 ↑                                                                              |
| ■ 花地瑪堂區 ■ 聖安多尼堂區 ■ 望德堂區 ■ 風順堂區 ■ 大堂區 ■ 氹仔 ■ 路氹城 ■ 路環 |

| 行車道 行人道 隧道# 水體         | 綠化區 海洋 — 海岸線 |
| 建築物/地點 建築物/地點 (附名字) |                      |
| 本街區範圍#†                     |                      |

| #：以半透明顯示 †：界線模糊地帶以漸層顯示 |

| 行車道 行人道 隧道# 水體         | 綠化區 海洋 — 海岸線 |
| 建築物/地點 建築物/地點 (附名字) |                      |
| 本街區範圍#†                     |                      |

| #：以半透明顯示 †：界線模糊地帶以漸層顯示 |

| 北 ↑                                                                              |
| ■ 花地瑪堂區 ■ 聖安多尼堂區 ■ 望德堂區 ■ 風順堂區 ■ 大堂區 ■ 氹仔 ■ 路氹城 ■ 路環 |

| 行車道 行人道 隧道# 水體         | 綠化區 海洋 — 海岸線 |
| 建築物/地點 建築物/地點 (附名字) |                      |
| 本街區範圍#†                     |                      |

| #：以半透明顯示 †：界線模糊地帶以漸層顯示 |

| 行車道 行人道 隧道# 水體         | 綠化區 海洋 — 海岸線 |
| 建築物/地點 建築物/地點 (附名字) |                      |
| 本街區範圍#†                     |                      |

| #：以半透明顯示 †：界線模糊地帶以漸層顯示 |

| 北 ↑                                                                              |
| ■ 花地瑪堂區 ■ 聖安多尼堂區 ■ 望德堂區 ■ 風順堂區 ■ 大堂區 ■ 氹仔 ■ 路氹城 ■ 路環 |

| 行車道 行人道 隧道# 水體         | 綠化區 海洋 — 海岸線 |
| 建築物/地點 建築物/地點 (附名字) |                      |
| 本街區範圍#†                     |                      |

| #：以半透明顯示 †：界線模糊地帶以漸層顯示 |

| 行車道 行人道 隧道# 水體         | 綠化區 海洋 — 海岸線 |
| 建築物/地點 建築物/地點 (附名字) |                      |
| 本街區範圍#†                     |                      |

| #：以半透明顯示 †：界線模糊地帶以漸層顯示 |

白眼塘原是澳門北灣（內港）的一個避風塘，位於澳門半島西部、風順堂區北端，大概即今亞美打利庇盧大馬路、清平直街、火船頭街之間。因為這個塘在來潮時會激起白沫，故有「白眼塘」之稱。這個塘起初是無人管制的，是故舟艇密集，但在清朝嘉慶年間這些舟艇發生大火。清同治年間澳葡政府在北灣填海造地，把白眼塘填塞並規劃為街區。
此後在這街區內曾建有多家妓寮，而澳葡政府更在區內設立小販檔；入夜後在小販檔旁邊的曠地更有自發性的「燈光夜市」，一時場面熱鬧。時至1918年，在區內建有一所戲院，但生意不佳很快便結業，1922年改成警察分署；不久其門前發生了「五·二九慘案」，造成死傷，並觸發澳門各界發起罷工，致使澳門一度陷入蕭條。事件後警署遭拆卸，及後區內的妓寮也漸漸消失，陸續興建為現時的民房住宅。

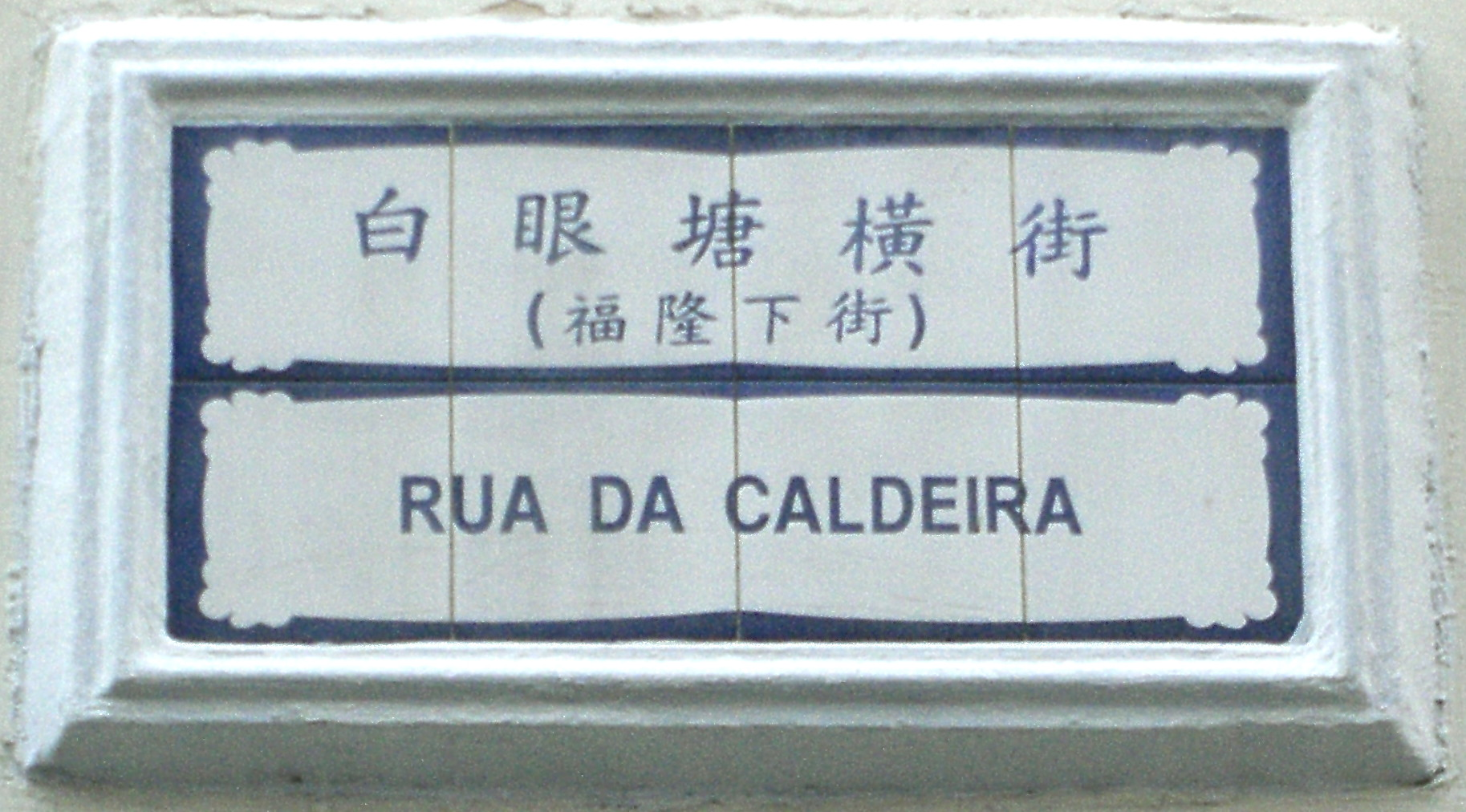
白眼塘橫街（福隆下街）之街名路牌

## 歷史沿革

### 由來
澳門北灣昔日有三個避風塘——白沙塘、爐石塘、白眼塘。而其中的白眼塘，面積頗為廣闊，由今天的福隆下街沿蓬萊新巷到深巷橫街（關於這些街道見後文「組成街道」一節）一帶的土地，均是原來的白眼塘範圍。至於「白眼塘」之名由來，則因為該塘在潮汐來時，海浪會激起像蟹眼般的白沫，故水上人家稱之為「白眼塘」。
若以地形環境來比較北灣的三塘，白沙塘（沙欄塘）的水很淺，而且淤泥也有不少；爐石塘的水面則有不少零碎的岩石。相比之下，白眼塘則是一灣靜水，塘底較深，泥石則只佈在三面塘邊，故較前兩者更適合船隻停泊，繼而令白眼塘成為北灣三塘中舟艇停泊最為密集的一個塘。

### 大火及開徵「泊稅」
白眼塘原是一個無人管制的避風塘，船隻是可以自由在這個塘停泊的。但在清朝嘉慶年間（1796年至1820年）的一個中秋節，有船隻因為艇家在祭祀時不慎失火，並蔓延至其他舟艇，釀成大火，導致死傷無數和慘重損失。後來，有一位名叫何老貴的澳門富商，藉此大火向澳葡當局提出管制白眼塘、開徵「白眼塘舟稅」，並申請承批。後來澳葡接納此等提議，並把白眼塘的管理權批給何老貴，而何老貴則要向澳葡當局每年上繳二百両白銀。

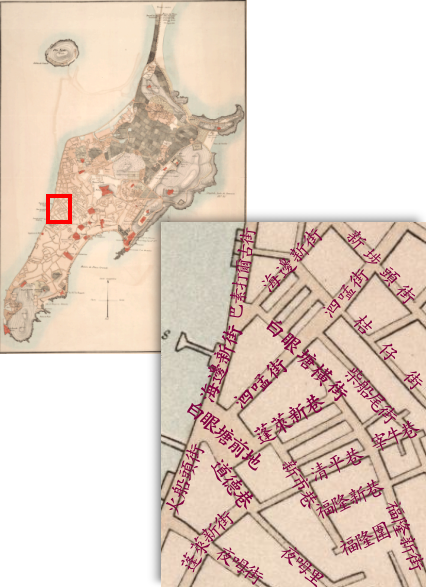
1889年澳門地圖中的白眼塘街區
（粗體字為屬於這街區的街道）
圖中的白眼塘前地為今天的岐關大廈和濠江酒店，泗𠵼街即今十月初五街，宰牛巷即今清平街。另外，圖中所顯示的部份巴素打爾古街、以及介乎巴素打爾古街與白眼塘前地之間的海邊新街，均屬於今天的火船頭街。而圖中所顯示的部份桔仔街大略為現在的新馬路之一部份。

自何老貴獲得白眼塘的管理權後，他便向停泊在白眼塘的船隻徵收泊船費（時人稱之為「泊稅」）。雖然這個「泊稅」並不算昂貴，一隻船停泊半天祇收三文錢，但停在白眼塘的船實在有很多，單是泊稅就為何老貴每年帶來超過一千両白銀的利潤。何老貴為了充份實行管理權，培養了一班專門維持白眼塘管治的打手，人稱「白眼塘仔」。相傳若有船停在白眼塘而沒繳泊稅，這些「白眼塘仔」除了會趕走此等船隻外，甚至在此前還會打人和扣船搶掠。
除了「白眼塘仔」的稱號外，這些打手還有被呼為「人昌押仔」，此稱呼則源於白眼塘南側有一家名為「人昌押」的押店。此押店屬何老貴所有，在押店後面曾有一列長房，居住的就是這些打手。他們除了維持白眼塘管治，也要看守人昌押，故就有「人昌押仔」的稱號。而白眼塘也因為該押店而又被稱為「人昌押護池」。

### 填塞：妓寮興盛時期
後來在清同治七年（1868年）澳葡政府進行內港整治，其中要把白眼塘填塞，而這一段的填海工程是由王祿、王棣父子負責。故何老貴決定入股王氏父子，合股填塞白眼塘，並在沙梨頭土地廟右側築建一個新的石圍塘（約為今麻子街位置），以安置原來停在白眼塘的船家。及至清同治十一年（1872年）白眼塘被填塞後，延長了蓬萊新巷和十月初五日街等街道，形成了白眼塘街區。何老貴並買下了這塊填地上的大部份土地，後來又把部份轉手，獲利甚豐。
此後這些被轉手的土地，有相當部份被發展為附有煙館的妓寮。這樣的設置讓嫖客在吸完鴉片後便可直接嫖妓，是故妓寮生意甚好。這些妓寮不獨吸引華人光顧，尋芳者亦有葡國士兵。正如清朝末年的《鏡海叢報》曾有一篇報道，記載：
|  | 西兵不法——白眼塘妓寮，煙花之下藪也。某日有某甲在該處妓寮尋芳取樂，方橫短榻，呼吸煙云，突遇西兵履聲橐橐而來，闖進其房，拔刀喧逐。蓋其時客座已滿，無可盤桓，西兵故以怒目金剛，為秦庭之逐客。始已登明該兵號數，嗣緣畏究求寬，以護名娘，各宜深警。 |

語譯：西洋士兵的不法行徑——事情發生在白眼塘妓寮，一個下級的風月場所。某一天，有某個人在那裏的妓寮尋芳取樂，才剛躺下，吞雲吐霧的時候，突然傳來西洋士兵軍靴橐橐的腳步聲，然後闖進其房間，拔出刀來大吼趕人。原來當時已經客滿，沒有空房，所以西洋士兵憤怒不滿，硬要趕客佔位。雖然妓寮方面一開始便已經記下該士兵的軍籍番號，但因怕對方報復所以不願鬧大，以保護妓寮裡的小姐們。大家要小心警戒。

### 市亭及「白眼塘前地」

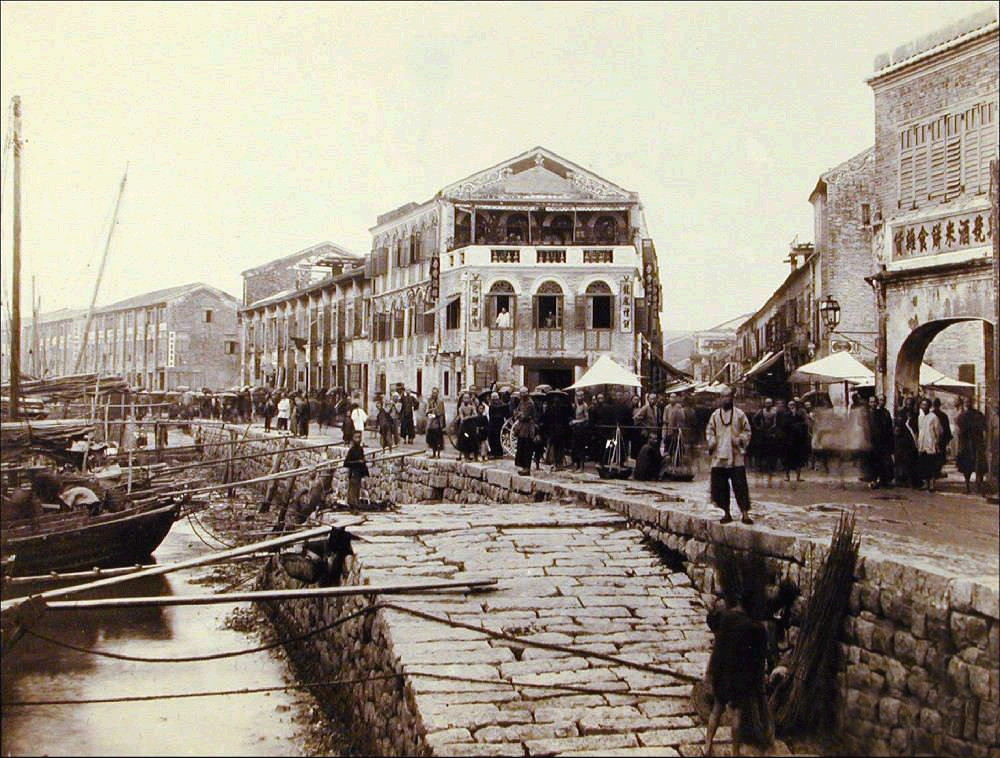
1870年代的白眼塘前地
圖中間最前面的建築為杏香茶樓（後來易名江南茶樓，今已不存）；茶樓左邊是當時的部份海邊新街（該部份今為火船頭街），右邊是泗𠵼街（即今十月初五街）；茶樓前及圖右可見金字頂的「市亭」。

在妓寮興盛的同時，澳葡政府又欲更進一步帶旺白眼塘街區，便主動與何老貴洽談，在今蓬萊新巷西南端修建一座「小販檔集中亭」，簡稱「市亭」。市亭為一排長形的棚子，頂為一個個金字形，內有許多檔位。若要在市亭擺檔，就需要向當局交「攤稅」，而該「攤稅」則是由何老貴代收。市亭剛落成時，曾有很多商販租用檔位來做生意，但後來何老貴卻對這些攤販另收高昂佣金，此後攤販陸續撤離市亭，不消數年市亭就變得冷清。澳葡政府有見市亭被弄得如此情況，便把市亭改建為一列商鋪。在蓬萊新巷中段有一條橫巷名為「新市巷（Travessa do Bazar Novo）」，名稱就是源自該市亭。

市亭側的曠地，稱為「白眼塘前地（Largo da Caldeira）」，即今天的十月初五日巷和道德巷、以及其之間的土地，面積大概有一畝，西北面向火船頭街，其餘三面則為商鋪；在官式文獻上這個前地最早見於1905年由澳門市政廳出版的《澳門市街道名冊》中。白眼塘前地雖然被記錄在官方街名冊上，但實際上仍是何老貴的私家土地；而相傳何老貴當時深信風水，認為該地不宜營造，故他並沒有在這前地上興建房屋，反而開放成公眾用地。清末民初時，在前地的北端已見有江南茶樓（澳門工聯前身澳門聯合總工會會址），其右邊則是濠鏡酒店。1912年，澳門商人盧廉若曾向當時的澳葡政府申請租用白眼塘前地，以建造一座商業樓宇。但當局考慮到該地為供公眾使用，而拒絕了盧廉若的申請。自此之後，每逢入夜，這前地便開始熱鬧起來，賣武表演、說故、熟食檔等紛紛來到前地，使前地變成「燈光夜市」，至深夜五更時份才告收場。

### 捷成戲院／白眼塘警署
1918年，當時的澳門實業界名人容穆堂和古嘉南向何老貴的後人提出收購白眼塘前地，結果何老貴的後人以五千銀元把業權售予容古二人。其後容古在白眼塘前地西端建了一間戲院，名為「捷成戲院」。考捷成戲院，前門在今火船頭街，側門在今道德巷正對蓬萊新巷；院內分為前座和後座兩區，前後座分別收費兩毫和三毫澳門幣，票價以當時來說尚算便宜，故戲院在開張初期經常都滿座。不過在兩三年後，澳門陸續開設了多家戲院，而且都比捷成戲院豪華舒適，但票價與捷成戲院相若；故人都轉為光顧其他戲院，捷成戲院的生意自此漸漸變得冷淡，不久便告歇業。
1922年上旬，捷成戲院被拆卸，建為警察分署，稱「瑞安碼頭第一警區白眼塘警署」，這警署為一座葡式大屋，中間為一圓拱門，兩側全為長矩形玻璃窗，門前駐有葡國黑兵。白眼塘警署在建成後不久，在其門前便發生了澳門近代史上最血腥的一次事件——「五·二九慘案」。

### 五·二九慘案
1922年5月28日，一名非洲籍的葡國士兵在新馬路街頭調戲中國婦女，途人見狀大為憤怒，當場毆打該名葡兵，其後不斷有羣眾加入毆鬥。後來葡警到場喝停事件，但只指羣眾擾亂治安，並拘捕了其中三名參與毆鬥的工人，押返白眼塘警署。當晚，澳門聯合總工會等多個工會社團商討保釋事宜，議後派代表到警署要求釋放該三名工人，不過警方拒絕。同時有近萬名市民和工人通宵包圍警署，而當局則派出非洲黑人軍隊支援葡警。至5月29日早上，警方要求在場民眾散開以便警署換班，但遭民眾拒絕，致使軍警向在場民工開槍鎮壓，導致70死130多人受傷。
其後澳門工人發動全澳罷工、罷市、罷課以表示抗議，但後來澳葡政府卻宣佈戒嚴，將牽涉罷工的68個工會解散。直至同年11月，澳葡政府與工人代表再度對話，並透過仁慈堂向受害民工發撫恤金。
1923年，當時剛上任的澳門總督羅德禮，為了讓澳門人盡快忘記此事，准予恢復被解散的工會、取消工人們的刑事記錄等，還下令以後不要再提此案。不久白眼塘警署便被拆卸，一部份土地用來擴展火船頭街。

### 警署拆卸後至今

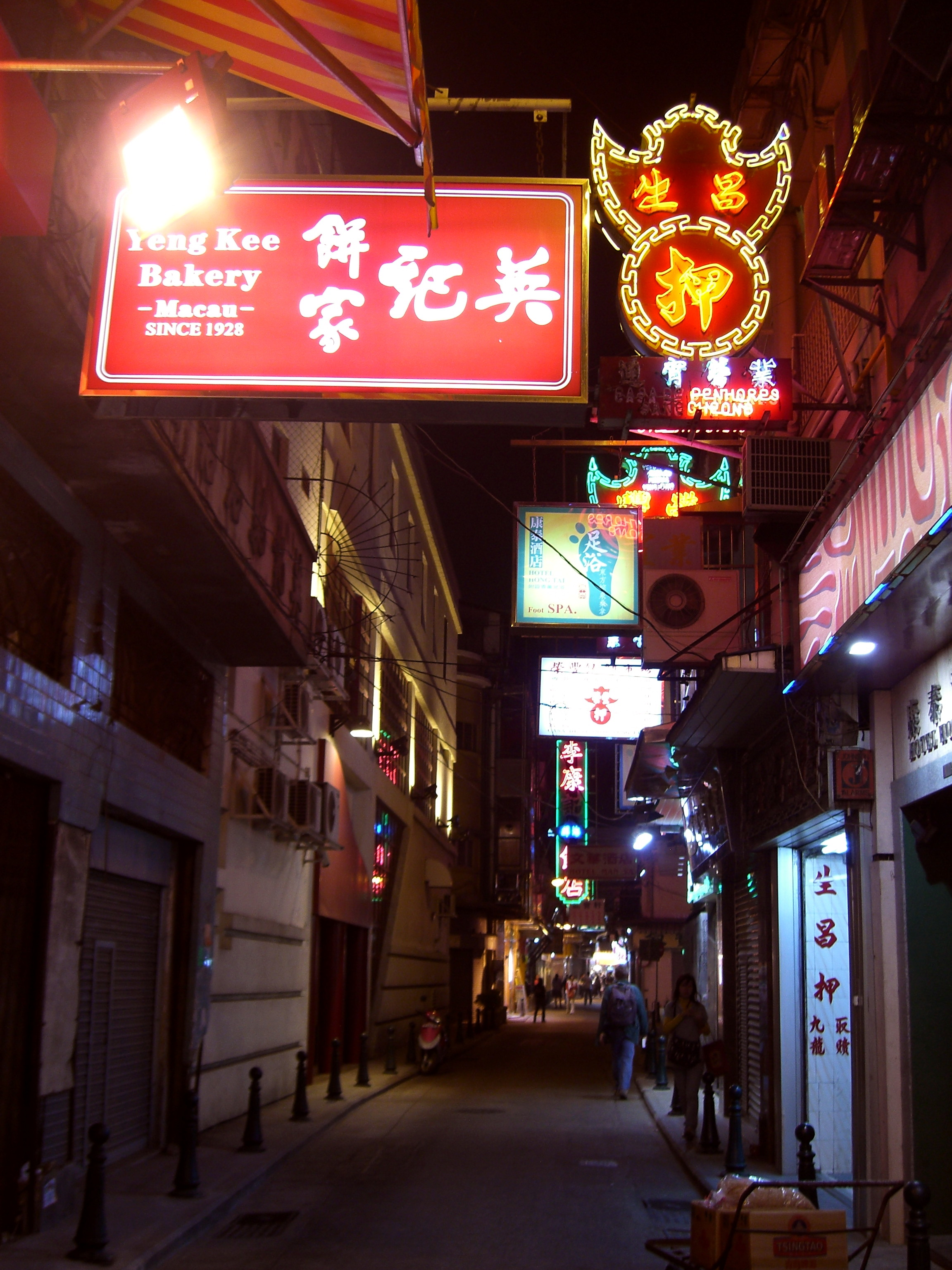
白眼塘橫街

1927年，岐關車路有限公司買下白眼塘前地以西北的部份土地，興建了一棟五層高的辦事處，並在對面海邊建為岐關車澳門總站。在辦事處後面，後來又建了一座五層高的旅館，名為「澳門酒店」，後來改名為「濠江酒店」；自此白眼塘前地被取消。爾後幾十年妓寮漸漸消失，濠鏡酒店也已不存，民房住宅亦陸續興建，但是往日有如白眼塘前地的風光，如今也已不復再。在白眼塘街區內，至今仍能見有多棟殘舊的、在20世紀上旬興建的唐樓。

## 組成街道

### 現存
白眼塘橫街（又名：福隆下街）

20世紀30年代的白眼塘橫街，德成公司招牌（右上）寫有「Fantan」「Gambling House」字樣

位於白眼塘區東北邊，命名於1869年7月26日。它的東南端由清平巷與清平街交界處連接福隆新街起，橫跨福寧巷、蓬萊新巷和十月初五日街，西北端至海邊新街止，總長約147米，闊約5米。其中由福寧巷至海邊新街的一段約莫屬於白眼塘區範圍，此範圍兩端界線均不清晰。
暗圍
這條街是一條掘頭路。長約55米、闊約2米。入口開在蓬萊新巷與十月初五日街之間的一段白眼塘橫街。這條街道最早見於澳門市政廳在1925年出版的《澳門街名壹覽表》中。
蓬萊新巷

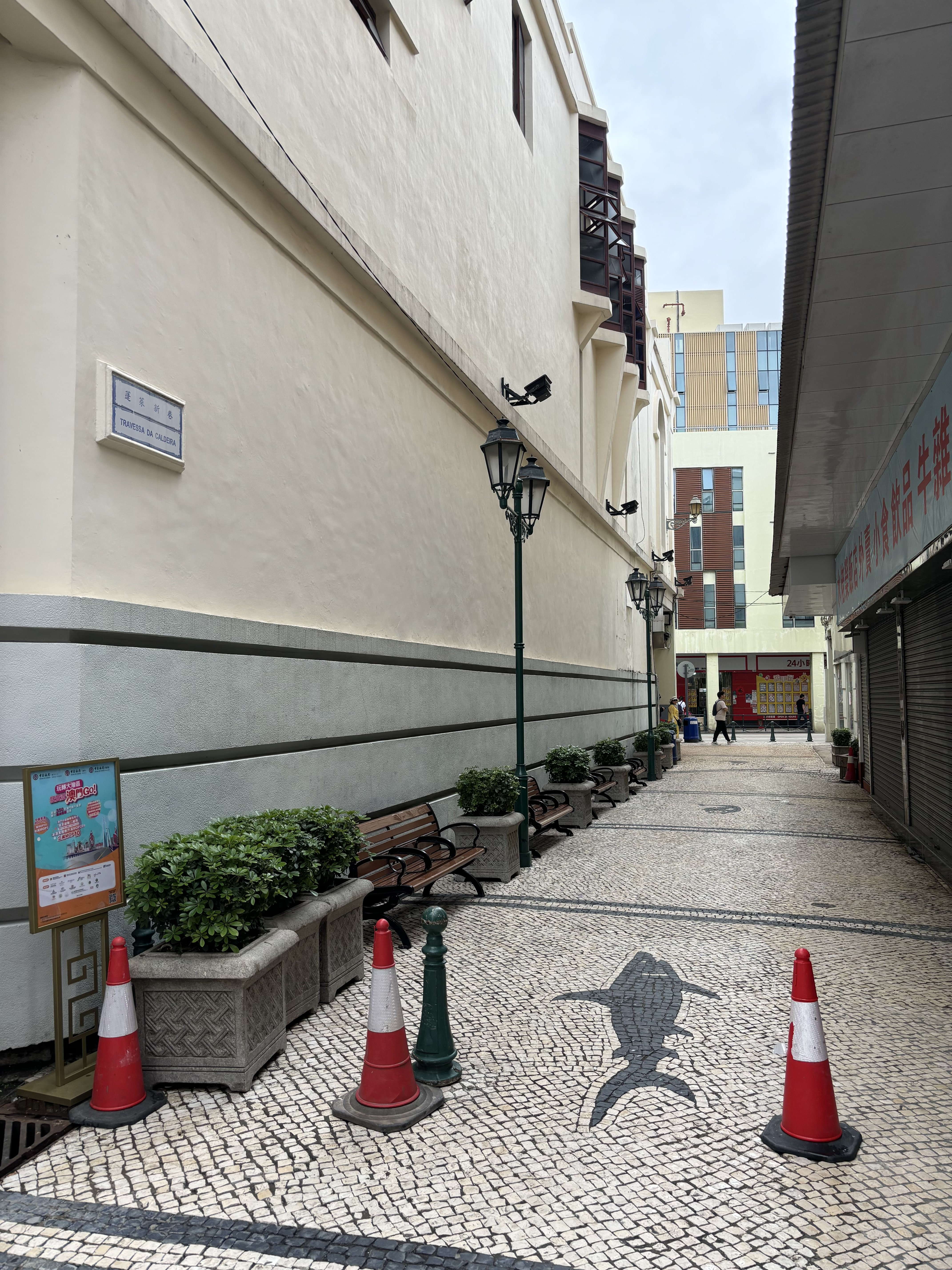
蓬萊新巷

地處白眼塘區的東南邊，與白眼塘橫街同日命名。它的西南端由道德巷起，向東北伸展與十月初五日巷、新市巷、白眼塘橫街、柴船尾街相交，至亞美打利庇盧大馬路止。全長約130米、闊約5米。此街約由柴船尾街起向西南逐漸進入白眼塘區範圍。
蓬萊新巷以前曾有一個市井別名，是為「萬豐當街」，源於蓬萊新巷以前有一家名為「萬豐當」的當鋪，而該當鋪今已不存。
道德巷（又名：深巷橫街）
地處白眼塘區西南邊，亦於1869年7月26日命名，與白眼塘橫街平行，西北端在火船頭街起，沿途與蓬萊新巷、蓬萊新街、清平直街相交，在東南端連接夜呣里；全長約106米，平均闊約5米。此街大約由火船頭街至蓬萊新街的一段屬於白眼塘區範圍，不過此範圍兩端的實際界線則模糊。
十月初五日巷
位於道德巷與福隆下街之間，東南端由蓬萊新巷起，向西北伸展與十月初五日街相交至火船頭街止。長約39米，闊約5米。命名於1933年6月17日。
十月初五日街（又名：泗𠵼街）

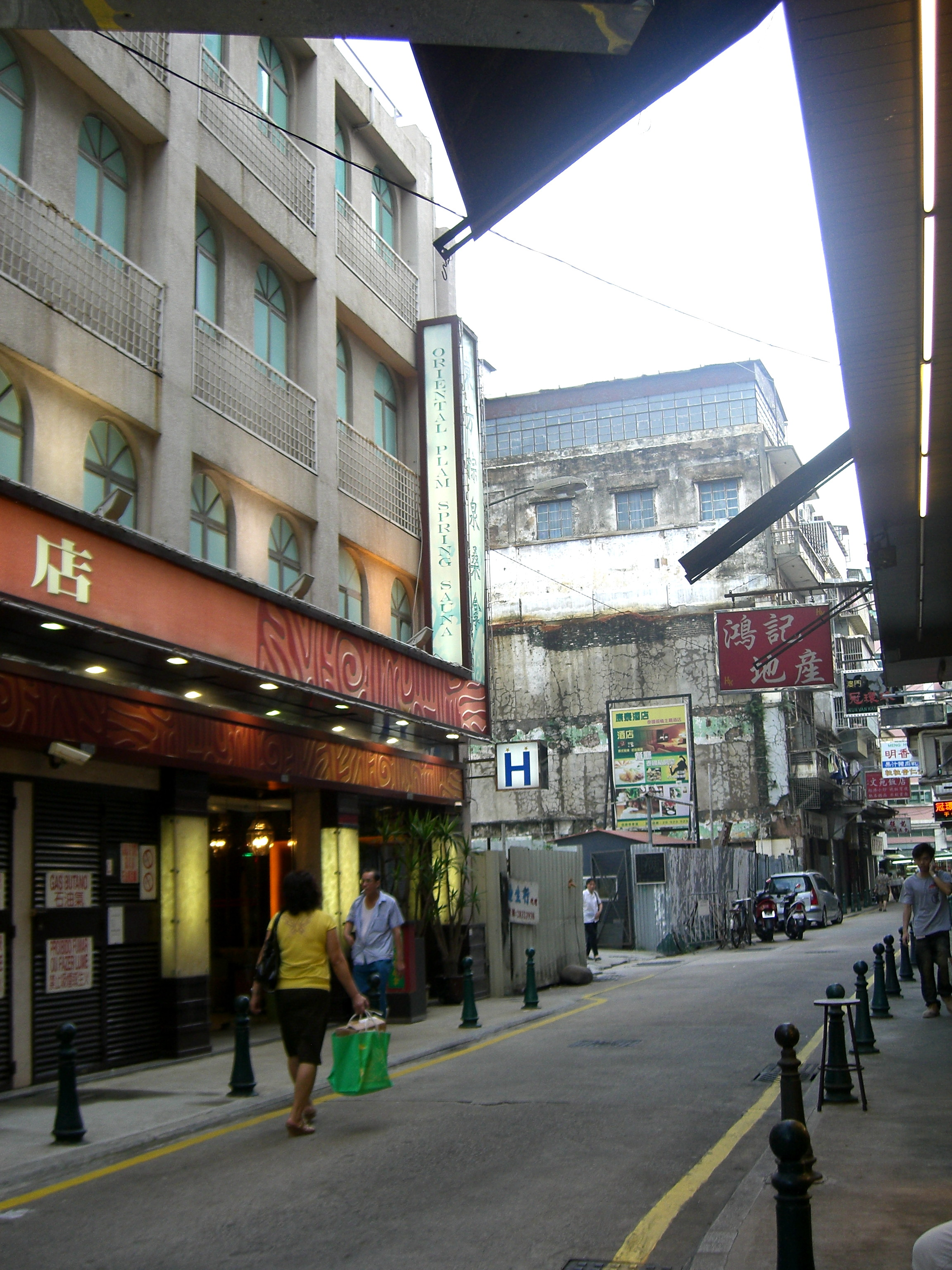
十月初五日街

位於火船頭街與蓬萊新巷之間，北端在沙梨頭海邊街與巴素打爾古街等交界，沿途與沙欄仔街、草堆街、新馬路、福隆下街等相交，南至十月初五日巷近火船頭街。全長約625米，闊約8米。1910年10月5日葡萄牙發生革命起義後，翌年8月5日這條街被命為今名。該街由新馬路開始向西南逐漸進入白眼塘區範圍。
火船頭街

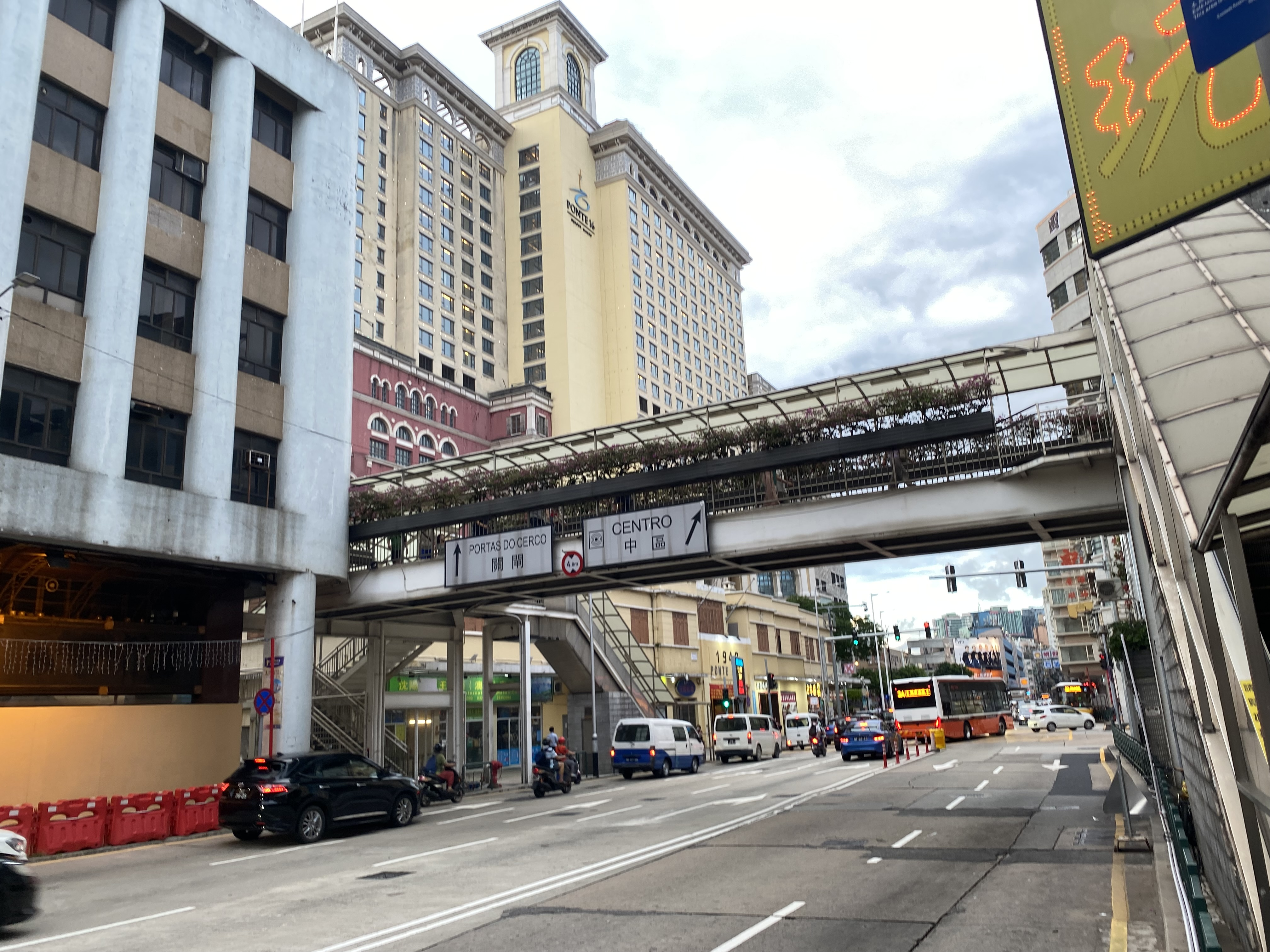
火船頭街

地處白眼塘區西邊，全長約300米、平均闊約22米，北端在亞美打利庇盧大馬路連接巴素打爾古街，與海邊新街、十月初五日巷、道德巷、夜呣街相交，南至柯邦迪前地。這條街道最早見於澳門市政廳在1905年出版的《澳門市街道名冊》中。該街大概由海運商業中心西端至海邊新街、靠東邊的一段屬於白眼塘區範圍，不過實際界線並不清晰。道德巷與海邊新街之間的一段火船頭街原屬海邊新街的一部份。

### 已消失
白眼塘前地
最早見於1905年由澳門市政廳出版的《澳門市街道名冊》中，即今岐關大廈和濠江酒店（後述）的所在地。此前地被取消後，前地的東北邊在1933年另立為十月初五日巷。

## 區內地點

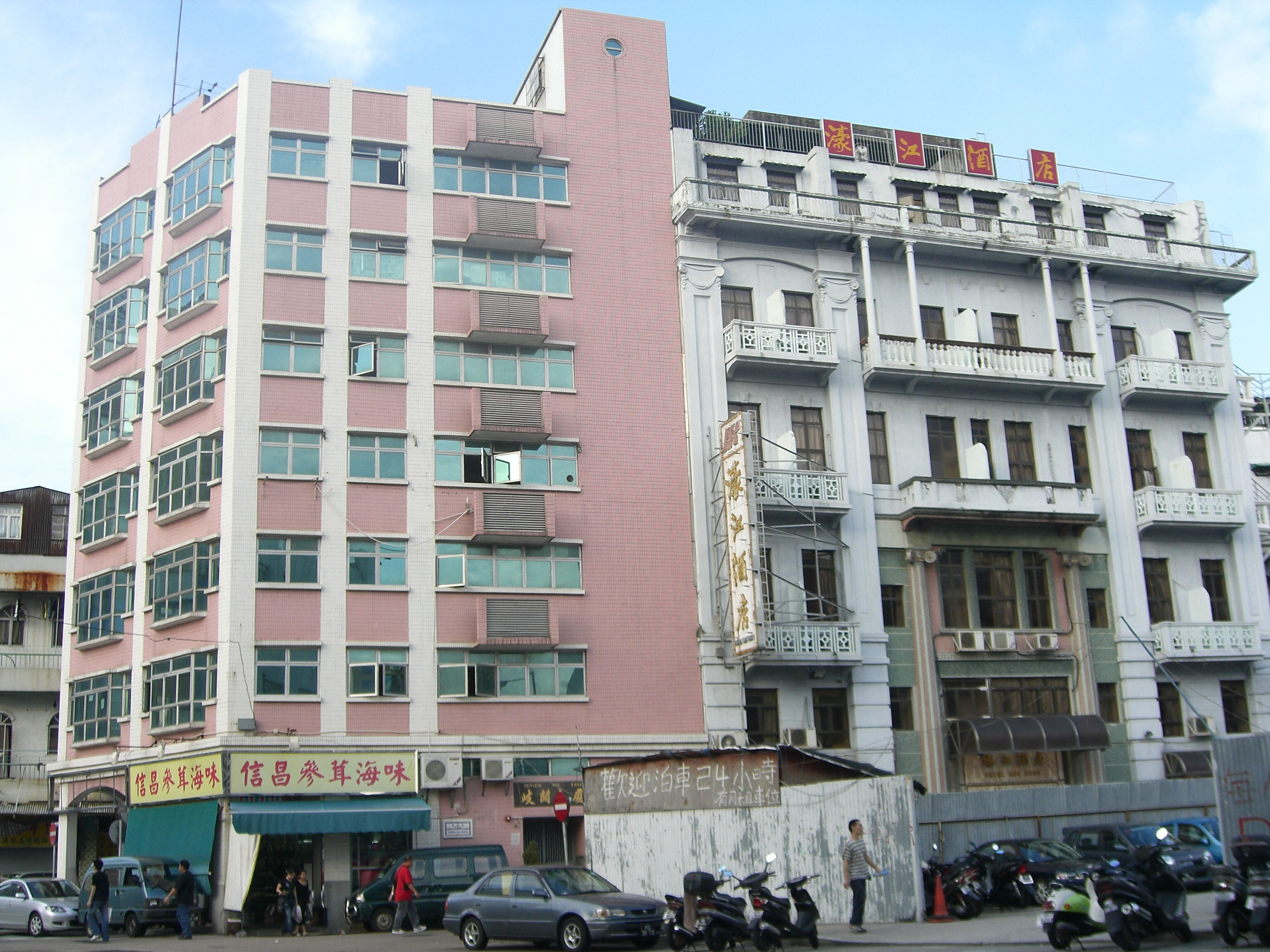
岐關大廈(左)及濠江酒店(右)

- 岐關大廈

岐關大廈被道德巷、火船頭街與十月初五日巷圍繞，原是岐關車路有限公司樓高五層的辦事處，後來頂層曾作為澳門工會聯合總會的會址，1990年代中拆建成現時樓高七層的模樣。考岐關車路有限公司，籌辦於1927年，現為廣東省交通集團有限公司直屬全資國有駐澳企業，經營澳門與廣東中山石岐之間的運輸業務。
- 濠江酒店

位於道德巷1號的濠江酒店，前身是於1930年代所建的「澳門酒店」，後來改為現名。現酒店為兩星級，樓高六層，提供40間客房。
- 人昌押遺址

該押位於道德巷3號，原為一棟樓高七層的碉堡形當鋪，建於清同治四年（1865年），是何老貴的物業。1992年被澳葡當局列入澳門文物名錄內。後來於2000年8月31日凌晨發生大火，其後證實無法重修而被拆卸。

被拆卸前的人昌押

- 康泰酒店：位於十月初五日街與白眼塘橫街交界處南側，為一家兩星級酒店，提供客房20間。[參⁠ 25]
- 文華酒店：位於白眼塘橫街與蓬萊新巷交界處南側，為一家兩星級酒店，提供客房40間。[參⁠ 25]
- 金碧文娛中心：位於新馬路、蓬萊新巷、白眼塘橫街之間，前身是金碧娛樂場。[參⁠ 28]

## 備註
1. ↑  官方並未對此一帶街區正式命名，「白眼塘街區」僅由歷史學者定出。
2. ↑  新市巷，西北端由蓬萊新巷起，東南端在福隆圍的西南端止。全長92米，平均闊約4米。最早見於1905年由澳門市政廳出版的《澳門市街道名冊》中。[參⁠ 29]
3. ↑  葡文名稱意謂「鍋爐街」。
4. ↑  葡文名稱意謂「鍋爐巷」。
5. ↑  葡文名稱意謂「鍋爐前地」。
6. ↑   註:

- 上文提及的有關街道的長度與寬度如無特別註明均透過澳門地圖繪製暨地籍局發行的軟件——澳門地圖通的量度功能得出。